# 臺鐵爆炸案

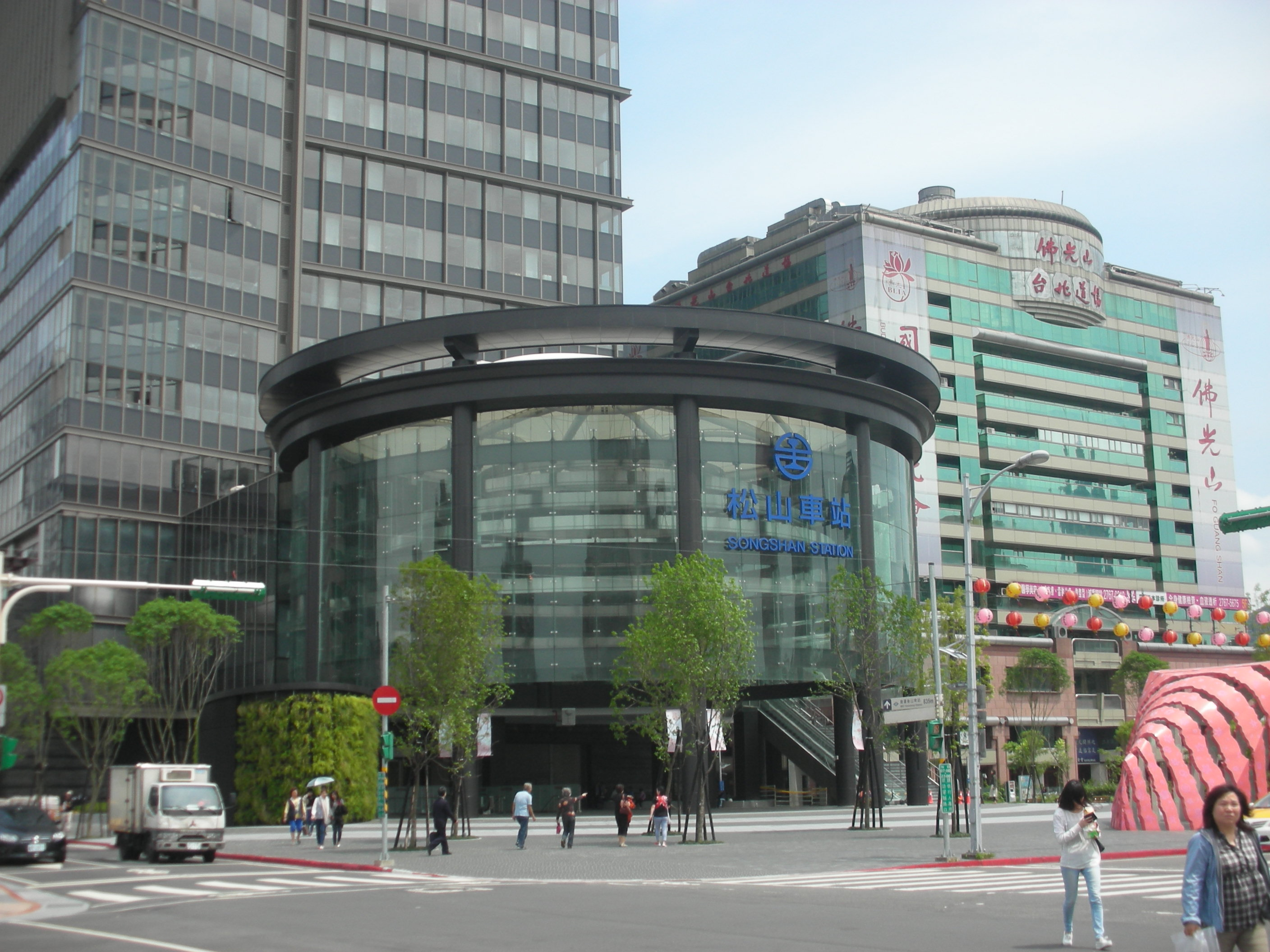
事發地點臺鐵松山車站

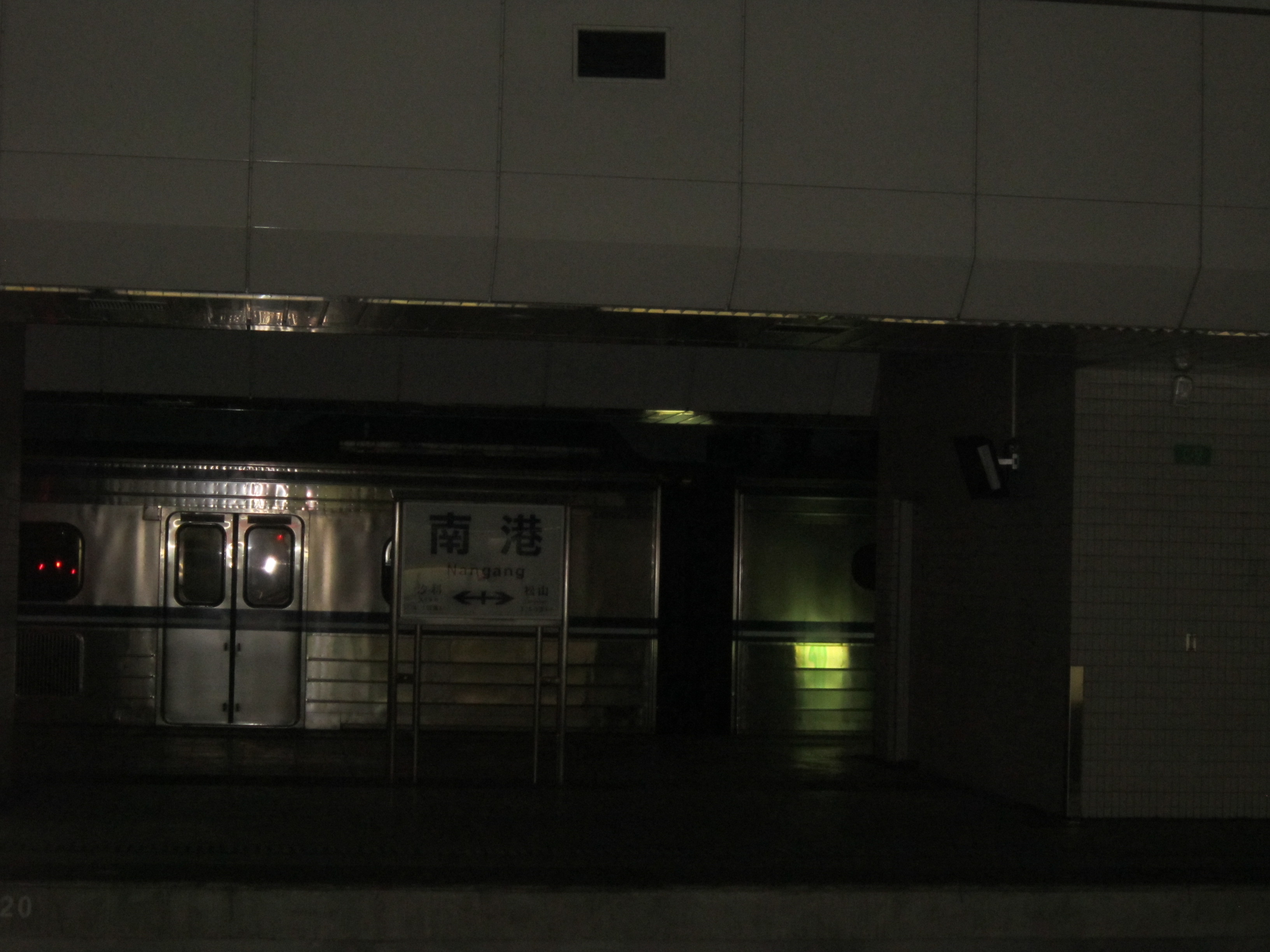
發生事故的EMU500 1258次列車，暫時停放在南港車站未開放使用的第三月台側

臺鐵爆炸案，又稱臺鐵1258次區間車爆炸事故（簡稱1258次區間車爆炸案、松山車站爆炸案，官方名稱臺灣鐵路管理局新竹開往基隆1258次區間車爆炸案）是一起臺灣鐵路公共安全事故，發生於2016年7月7日晚上約10點時，於即將進入松山車站的臺灣鐵路管理局第1258次區間車第六節車廂遭人放置爆裂物發生爆炸，一共造成25人輕重傷，之後查出是也在車上的炸彈犯林英昌所為。

## 事件經過
事故列車為臺鐵1258次新竹開往基隆區間車(編組EMU509+EMU504)，21:52駛離臺北車站，表訂於21:59抵達松山車站。在列車行駛至營業里程24K~25K間，第六節車廂EP509行李架上一個黑色行李突然爆炸，造成25名乘客受傷，多人傷勢嚴重；抵達松山車站後，火勢立即被撲滅，臺北市政府消防局隨即派出多台水箱車及多台救護車抵達現場搶救。

## 受傷情況
根據臺北市政府消防局統計，傷患人數達到25人，共13男12女，共計有25人受傷，分別護送至臺北市立聯合醫院忠孝院區6人、臺北醫學大學附設醫院5人、國泰醫院2人、三軍總醫院內湖總院4人、三軍總醫院松山分院5人、臺北長庚醫院3人。25名傷患中，包含1名38歲越南籍女子輕傷，另有1名17歲呂姓男子和24歲余姓男子，涉案重大的55歲林姓嫌犯重傷。

## 調查
針對這起爆炸案，內政部警政署刑事警察局、內政部警政署鐵路警察局以及相關單位組成「1258」專案小組。檢警在現場發現到一個長約20公分的鞭炮碎片，並根據遺留的白色粉末，懷疑可能是人為引爆鞭炮火藥所致開，且不排除是恐怖攻擊。目擊者稱，看到1名年約40歲男子持長條物進入車廂後，隨即把不知名物體放在車廂後離開；在現場的乘客也提及，有看到1名男子推著黑色行李箱進入車廂，隨即離開。刑事警察局偵查第五大隊第一隊隊長李子文現場受訪表示，在列車車廂上找到破裂鋼管爆裂物及黑色帆布背包，初步判定就是爆炸點。
李子文說，爆炸意外發生後，相關人員進入案發的第六車廂檢視，在座位上發現寬6公分、長15公分破裂鋼管，地上也有鋼管碎裂痕跡，由於找不到任何開關，初步研判應是點火式爆裂物；而一旁則有黑色帆布背包，根據背包損壞情況判定判斷，破裂鋼管可能是放在背包裡爆炸。臺灣臺北地方法院檢察署則指派重大刑案專組主任檢察官騰治平，率組內檢察官前往現場進行了解。
警方於8日下午表示於列車廁所採集之DNA與一重傷病患林英昌吻合，涉有重嫌，而該男子早前亦受到多名目擊者指認。
根據警方15小時的抽絲剝繭後，認定已重傷昏迷的55歲乘客林英昌有重大嫌疑。由於該人居無定所，8日晚間，檢警終於在南投縣仁愛鄉山上尋獲廂型車，車內發現林英昌案發前留置的遺書，內容表明因罹患扁桃腺癌多年，久病厭世想尋短。林英昌經法官於2016年7月19日晚間6時40分裁定羈押不禁見，他在法庭上聲稱，當天把陪伴的狗留給早餐店老闆娘後，就從台中北上，原本是決定在新竹站人多時引爆炸彈，但一時下不了手，輾轉搭上往台北的區間車才到北部犯案。

## 處理
時任中華民國行政院院長林全凌晨前往各家醫院一一探視傷患，並表示將提高大眾交通系統的維安層級，請民眾不必過度恐慌。臺北市政府社會局也派人前往各家醫院探視傷者，並代表臺北市政府發放每位傷者慰問金新臺幣5000元。
刑事部分，2016年11月17日臺北地檢署偵查終結，依殺人未遂及槍砲彈藥刀械管制條例等罪嫌對林英昌提起公訴，並建請法官從重量處30年有期徒刑，2017年2月22日，臺灣臺北地方法院依殺人未遂罪及製造爆裂物罪判處林英昌30年有期徒刑。2017年8月1日，台灣高等法院改判19年10月，加上非法製造爆裂物罪有期徒刑10年6月，合併執行29年10月。2017年11月8日，中華民國最高法院依對兒童犯殺人未遂等罪，判處林英昌有期徒刑合計30年4月，全案定讞。受刑人數罪併罰有二裁判以上，聲請定其應執行之刑為29年10個月。
民事部分，臺灣臺北地方法院於2017年8月11日宣判林英昌應賠償臺鐵與傷患683萬8,505元，包含列車車廂損毀176萬4,681元、旅客退換票5,915元、車廂受損未能營運之損失39萬5692元，受傷乘客之醫療費用467萬2,217元。

## 官方反應
- 中華民國總統府：總統府發言人黃重諺表示，府方與中華民國國家安全會議都在第一時間獲悉，過程中並持續與行政院連繫掌握最新狀況，也已向中華民國總統蔡英文報告。目前國安會也透過中華民國國家安全局綜整情資，持續追蹤[32]。
- 中華民國行政院：行政院發言人童振源表示，行政院已經掌握並了解臺鐵車廂內爆炸事件，行政院院長林全非常關切此事，已請警消儘速前往救援，救助傷患與恢復交通，並請警方儘速釐清與偵辦案情[33]。
- 中華民國交通部：交通部表示，針對是次事件，在事件發生後，交通部已立即責成臺灣鐵路管理局、交通部高速鐵路工程局通報臺灣鐵路及臺灣高鐵沿線各車站，提高警覺並進行安全巡查；同時商請鐵路警察局加強車站、車輛之安全維護，加強巡查有無可疑留置物，以確保行車安全；並要求各機場、港口及公路客運車站提升安全戒備[34]。
- 臺北市政府：臺北市市長柯文哲首先感謝行政院院長林全第一時間前來關心，並表示臺北市的緊急醫療處理20幾個傷患能力是很足夠的，現場也看到臺北市政府社會局在每個醫院都有派駐點的社工師協助處理一些家屬跟病患的問題，至於爆炸原因則需要等警方調查結果再講，呼籲社會不必去做太多的臆測[35]。

## 資料來源
1. ↑  . 蘋果日報即時新聞.   [2016-07-08]. （原始内容存档于2017-03-05）.
2. ↑  . 自由時報即時新聞.   [2016-07-07]. （原始内容存档于2020-04-12）.
3. ↑  . 蘋果日報即時新聞.   [2016-07-07]. （原始内容存档于2017-03-05）.
4. ↑  . 美洲台灣日報. 2016年7月8日  [2016年7月8日]. （原始内容存档于2016-10-11） （中文（繁體））.
5. ↑   (PDF). 交通部臺灣鐵路管理局.   [2016年7月8日]. （原始内容 (PDF)存档于2016年8月21日）.
6. ↑  胡欣男、陳鴻偉、林郁平. . 中國時報. 2016年7月8日  [2016年7月8日]. （原始内容存档于2019年6月11日） （中文（繁體））.
7. ↑  . 台灣蘋果日報. 2016年7月8日  [2016年7月8日]. （原始内容存档于2017年3月5日） （中文（繁體））.
8. ↑  . 無綫新聞. 2016年7月8日  [2016年7月8日]. （原始内容存档于2019年6月10日） （中文（繁體））.
9. ↑  . 聯合影音.   [2016年7月8日]. （原始内容存档于2019年6月7日）.
10. ↑  . 鳳凰網. 2016年7月8日  [2016-07-08]. （原始内容存档于2019-06-11） （中文（中国大陆））.
11. ↑  . 蘋果日報. （原始内容存档于2017-03-05）.
12. ↑  . 中央社.   [2016-07-08]. （原始内容存档于2017-03-07）.
13. ↑  許家瑜. . 聯合報. 2016年7月8日  [2016年7月8日]. （原始内容存档于2019年6月7日） （中文（繁體））.
14. ↑  . 鳳凰網. 2016年7月8日  [2016年7月8日]. （原始内容存档于2019年6月7日） （中文（繁體））.
15. ↑  謝佳璋. . 中央社. 2016年7月8日  [2016年7月8日]. （原始内容存档于2017年3月7日） （中文（繁體））.
16. ↑  陳薏云. . 自由時報. 2016年7月8日  [2016年7月8日]. （原始内容存档于2019年6月10日） （中文（繁體））.
17. ↑  陳恩惠. . 自由時報. 2016年7月8日  [2016年7月8日]. （原始内容存档于2020年10月22日） （中文（繁體））.
18. ↑  . 聯合新聞網. 2016年7月8日  [2016年7月8日]. （原始内容存档于2016年9月20日） （中文（臺灣））.
19. ↑  . 中央通訊社. 2016年7月8日  [2016年7月8日]. （原始内容存档于2017年3月7日） （中文（臺灣））.
20. ↑  . 中國時報. 2016年7月9日  [2016年7月9日]. （原始内容存档于2019年6月7日） （中文（臺灣））.
21. ↑  .   [2016-07-19]. （原始内容存档于2019-06-29）.
22. ↑  .   [2016-07-19]. （原始内容存档于2019-06-08）.
23. ↑  呂雪彗. . 中國時報. 2016年7月8日  [2016年7月8日]. （原始内容存档于2017年3月5日） （中文（繁體））.
24. ↑  政治中心. . 民報. 2016年7月8日  [2016年7月8日]. （原始内容存档于2019年6月4日） （中文（繁體））.
25. ↑  台鐵爆炸案偵結 主嫌林英昌求刑30年 （页面存档备份，存于）Yahoo奇摩新聞，2016年11月17日
26. ↑  台鐵爆炸案 林英昌在兒子面前被羈押 （页面存档备份，存于）王揚宇 中央社 2016年11月17日
27. ↑  .   [2017-02-22]. （原始内容存档于2017-02-23）.
28. ↑  盧禮賓. . 上報. 2017年8月1日  [2019-03-20]. （原始内容存档于2019-06-10） （中文（繁體））.
29. ↑  中央社. . tvbs. 2017年11月8日  [2019-03-20]. （原始内容存档于2019-06-11） （中文（繁體））.
30. ↑  . 司法院法學資料檢索系統.   [2022-03-26]. （原始内容存档于2022-03-26）.
31. ↑  .   [2019-06-26]. （原始内容存档于2019-08-03）.
32. ↑  . 中央社. 2016-07-08  [2016年7月8日]. （原始内容存档于2016-08-13）.
33. ↑  . 蘋果日報. 2016-07-08. （原始内容存档于2017-03-05）.
34. ↑  . 蘋果日報. 2016-07-08. （原始内容存档于2017-03-05）.
35. ↑  . 臺北市政府秘書處媒體事務組. 2016-07-08. （原始内容存档于2017-03-05）.